# Đại học Payap
Đại học Payap là một trường đại học tại Thái Lan. Trường được thành lập năm 1974 là một trường tư được thành lập bởi Nhà thờ Chúa Cứu Thế Thái Lan. Payap là một thành viên sáng lập của Hiệp hội các trường tư bậc đại học ở Thái Lan và là một thành viên của Hiệp hội các trường Đại học Cao đẳng Công giáo châu Á cũng như Association of Southeast Asian Institutions of Higher Learning. Năm 1984, đây là cơ sở đầo tạo tư nhân đầu tiên được trở thành trường đại học ở Thái Lan.
Đại học Payap tọa lạc ở Chiang Mai, trường có 24 chương trình giảng đại học bằng tiếng Thái với 9 khoa. Tên gọi Payap có nghĩa là "Tây Bắc" do trường nằm ở vùng Tây Bắc của Thái Lan.